# Eridolius mongolicus
Eridolius mongolicus là một loài tò vò trong họ Ichneumonidae.